# C-119運輸機

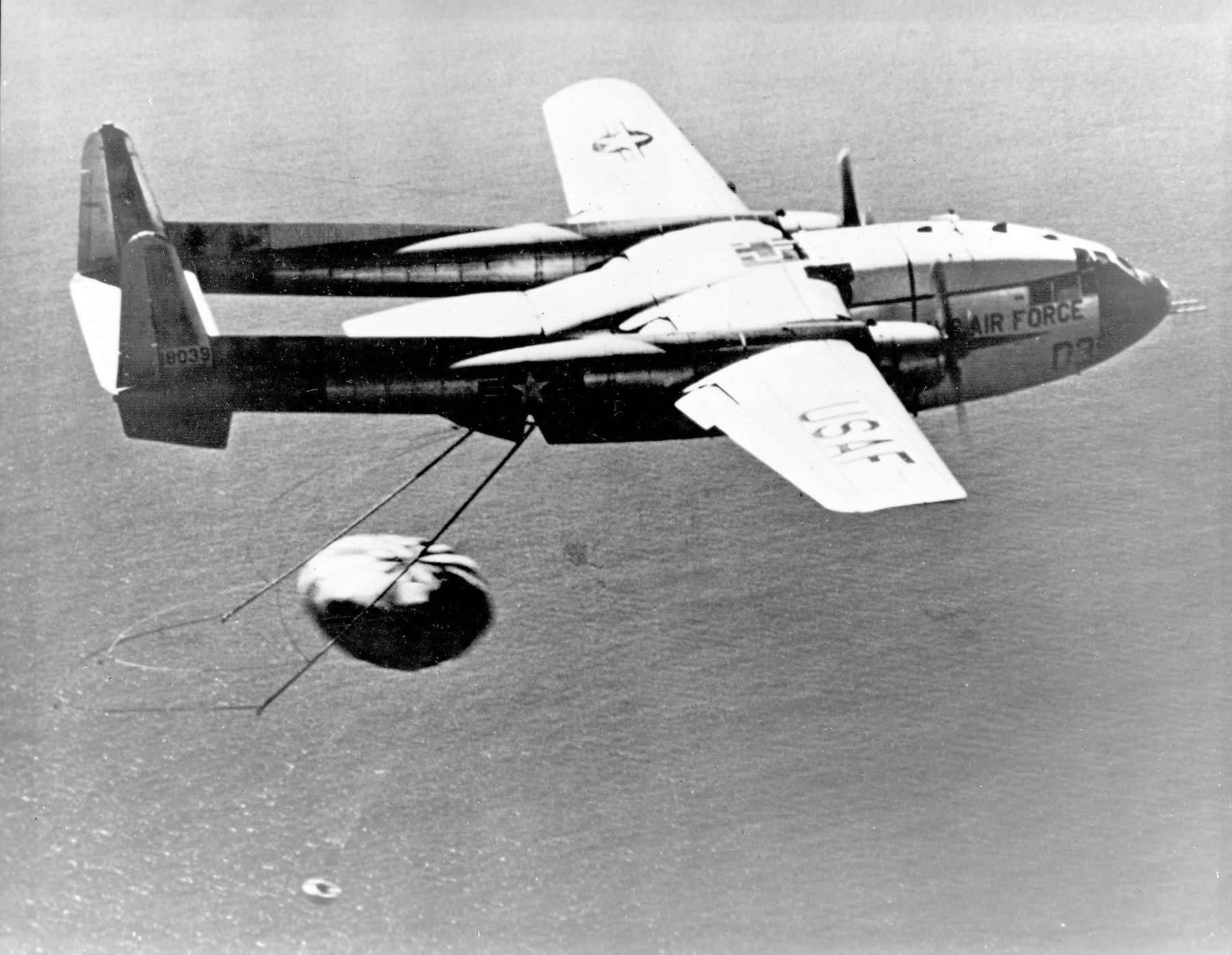
C-119回收間諜氣球

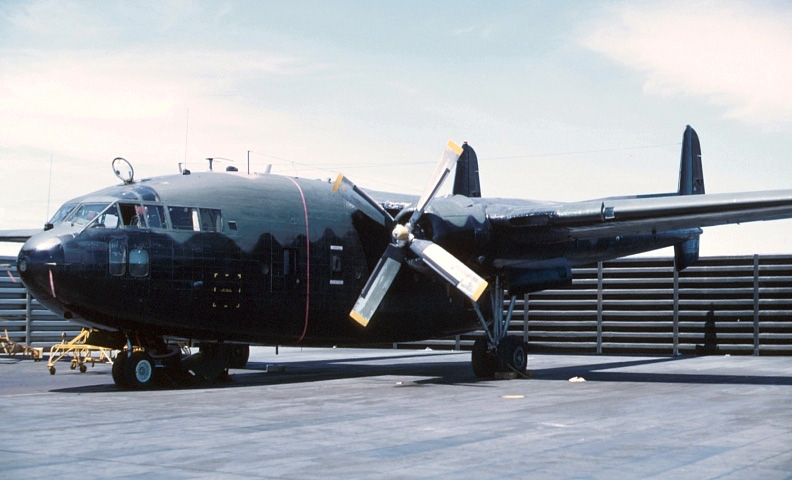
AC-119砲艇機

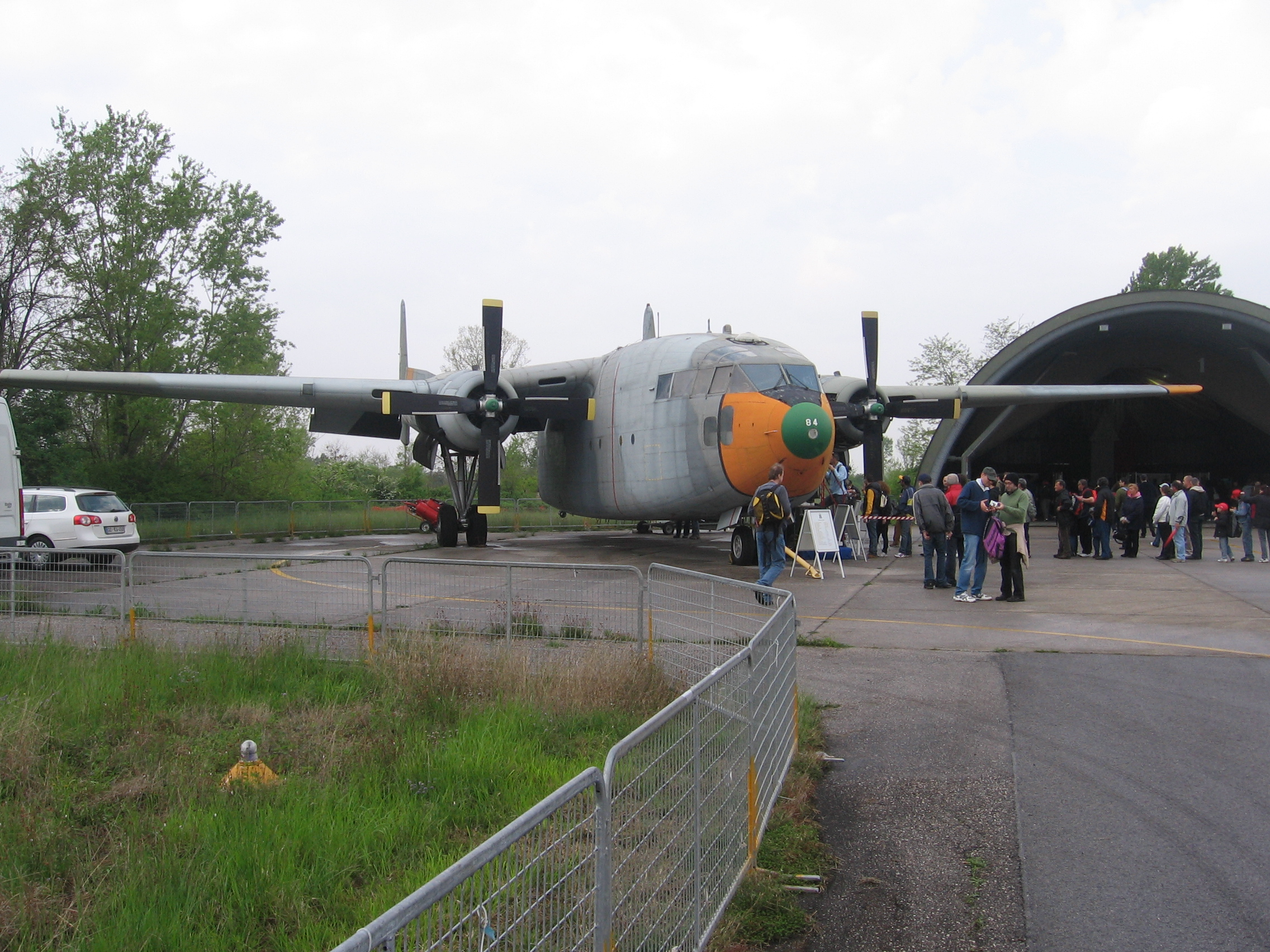
義大利空軍C-119

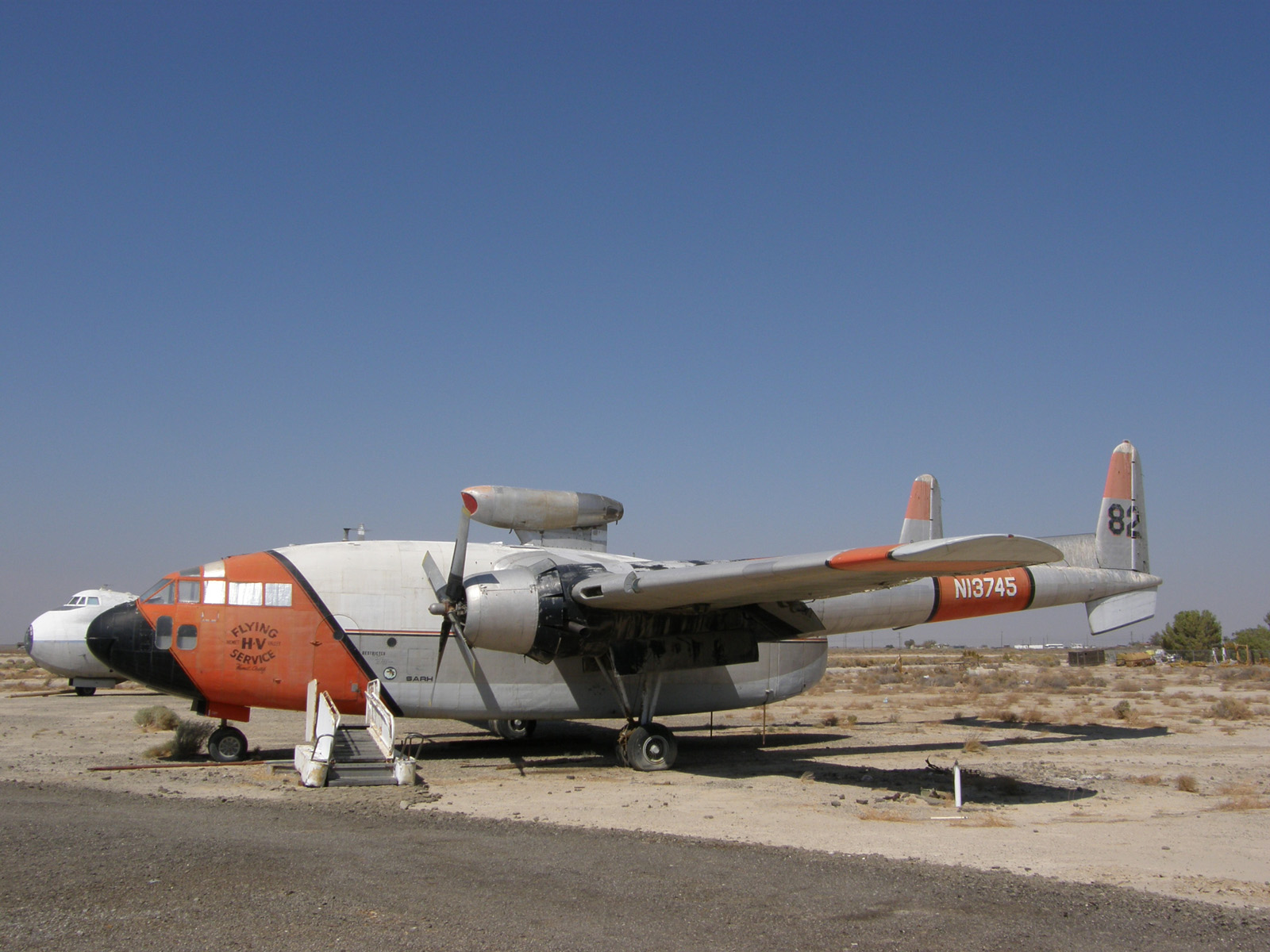
C-119C背上加裝噴射引擎

費爾柴德C-119飛行車廂（Fairchild C-119 Flying Boxcar，美國海軍命名為R4Q）是美軍在二戰後研發的一種運輸機，為費爾柴德C-82運輸機設計衍生而成。主要用於運送物資、人員及空投傘兵等任務。首架C-119於1947年11月試飛，並於1949年開始服役，直至1955年停產，共制造了超過1,100架。

## 衍生型

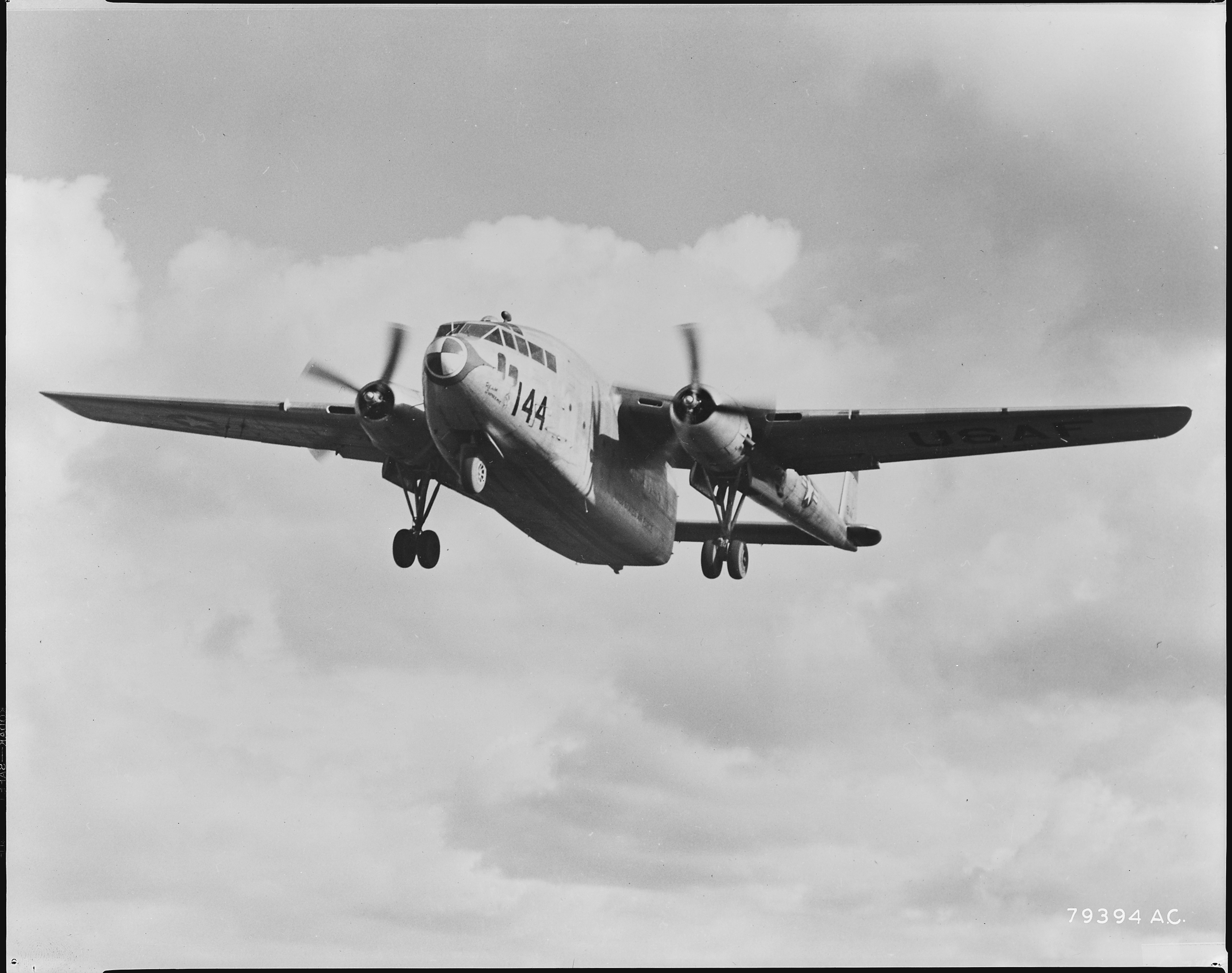
1951年2月1日，即將降落南韓某處基地的c-119

XC-119A
以XC-82B修改為生產型的版本，後來成為了C-119A，而EC-119A是加裝電子設備測試版本。
C-119B
加大機身，更換動力為普惠R-4360-30、搭配四葉螺旋槳的最初量產型，生產55架。
C-119C
基本架構維持C-119B設計，撤除尾翼、機尾增加腹鰭；計生產303架。
YC-119D
裝有三輪式起落架及移除機艙，命名為XC-128A，沒有投入生產。
YC-119E
裝有兩具R-3350引擎的YC-119D，命名為XC-128B，沒有投入生產。
YC-119F
以C-119C改裝，引擎替換為妥善率較理想的萊特R-3350-85引擎（輸出功率2,500匹馬力），改裝1架。
C-119F
以YC-119F為標準量產的第二批次量產型，主要供美國空軍及加拿大皇家空軍使用，制造了256架。
C-119G
以C-119F為基礎，更換螺旋槳的衍生型，計生產480架。
AC-119G Shadow
以C-119G改造的武裝砲艇機，由美國空軍與越南共和國空軍操作，主要在越戰使用，計改造26架。
YC-119H
以C-119C重新設計版本，加大機翼及改裝了尾翼，只改裝了一架。
C-119J
以C-119F及G改裝機身的版本，共改裝了62架。
EC-119J
改裝成對應人造衛星追蹤系統的版本。
MC-119J
用於醫療用途的版本。
YC-119K
以C-119G機身為基礎，將動力更換為2具。萊特R-3350發動機，並在主翼下加裝2具J85渦輪噴射發動機的改良型。
C-119K
以5架C-119G改成YC-119K的版本。
AC-119K Stinger
由C-119G改良為C-119K後，比照AC-119G武裝標準修改的砲艇機，計改裝26架。
C-119L
中華民國空軍版本的C-119修改型，將C-119G之四葉螺旋槳改裝成三葉螺旋槳，共改裝了70架。
XC-120 Packplane
以1架C-119B改成可拆式機身莢艙版本。
C-128
YC-119D及YC-119E的早期名稱。
R4Q-1
美國海軍的C-119C，共制造了22架。
R4Q-2
美國海軍的C-119F，後改名為C-119F，共製造了58架。
AC-119
中華民國空軍自行改造的砲艇機版本，前後共改裝了18架。
BC-119
中華民國空軍自行改造的轟炸機版本，機艙內安裝兩排軌道以投擲炸彈，共改裝了30架。

## 使用國
美国

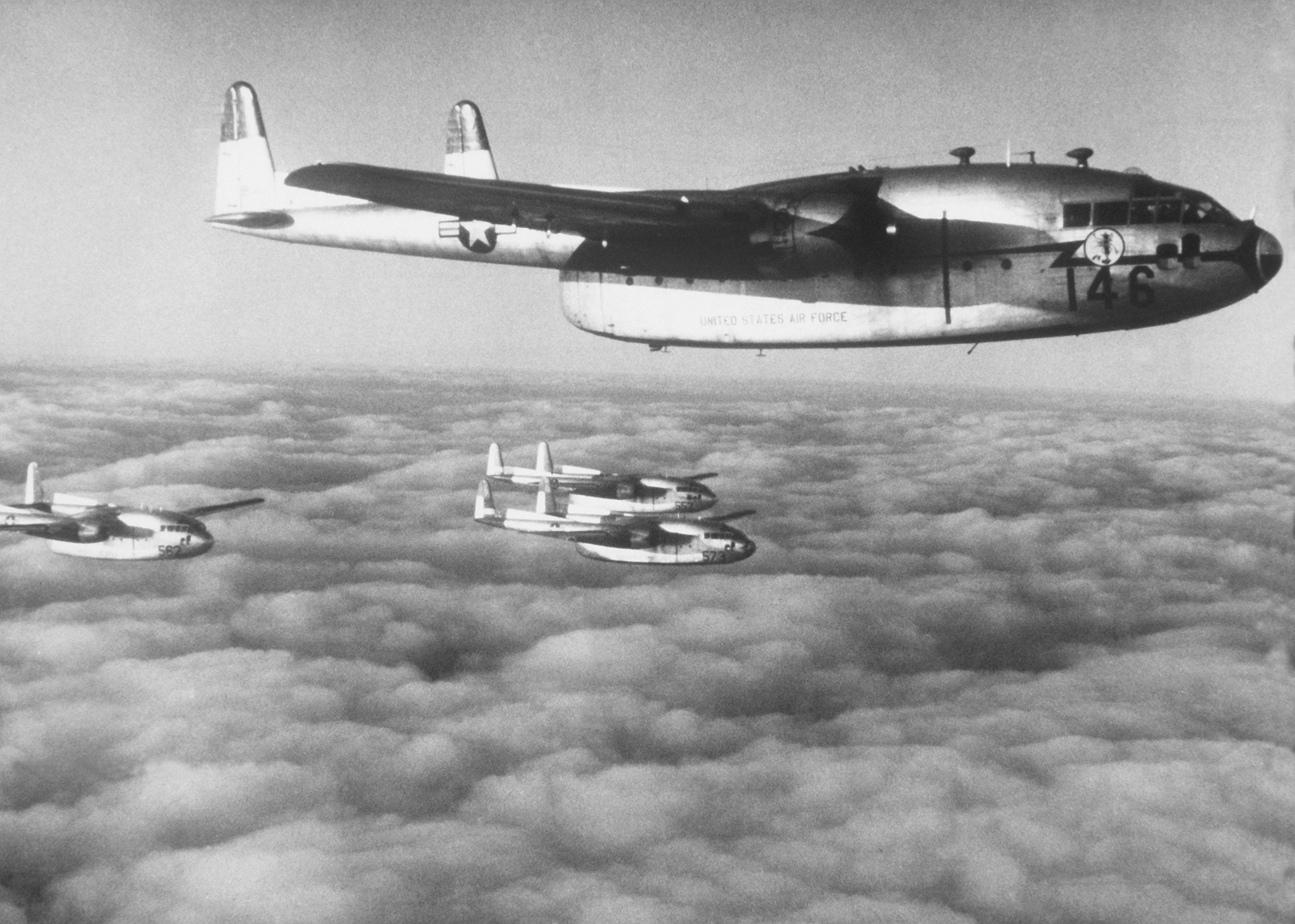
美國空軍第403運輸機聯隊的C-119運輸機

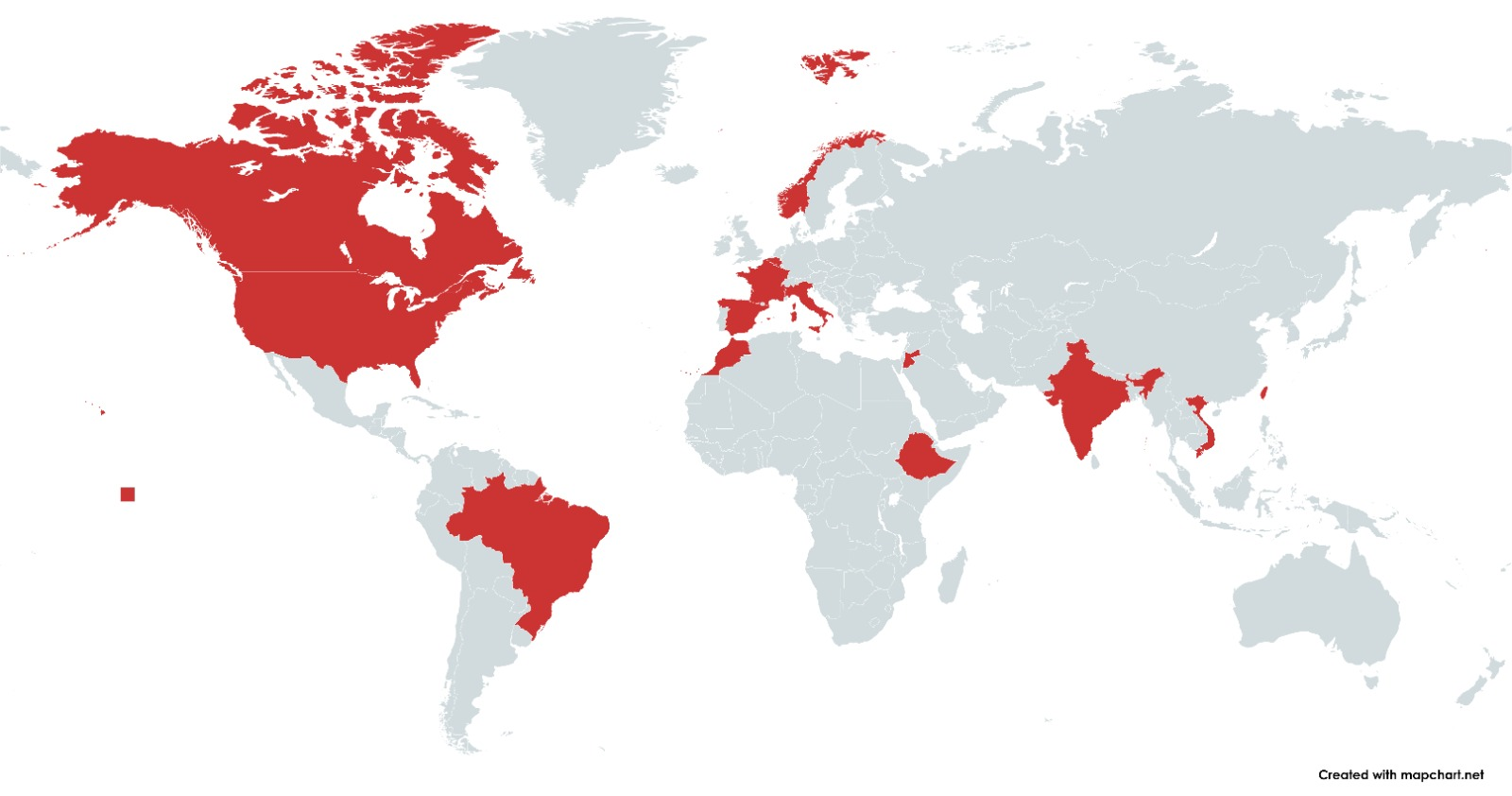
C-119運輸機曾經服役過的國家

- 在越戰期間(1950~1953)被大量且廣泛的使用。
- 美國空軍
- 美國海軍陸戰隊
- 美國海軍

 中華民國：
- 中華民國空軍
  - 第439運兵反潛混合聯隊
    - 第十空運大隊
      - 第101空運機中隊
      - 第102空運機中隊
      - 第103空運機中隊

    - 第廿空運大隊
      - 第2空運機中隊
      - 第6空運機中隊
      - 第11空運機中隊

 越南共和国(南越)：
- C-119G × 91架
- 南越空軍於越戰期間接收美國軍事援助的C-119G運輸機共91架。

 印度：
- 印度空軍從美軍接收79架，型號不詳。

 義大利：
- C-119G × 40架、C-119J × 25架。
(包含聯合國的5架C-119G運輸機)
- 義大利空軍總共從美國接收了40架C-119G運輸機，其中包含美國捐贈聯合國的5架。之後又從美軍剩餘物資中，獲得了25架C-119J運輸機。

 比利时：
- C-119F × 18架、C-119G × 22架。
- 比利時空軍向美國購買了40架全新C-119運輸機，其中包含22架C-119G與18架C-119F。之後又接收了美軍剩餘物資6架C-119，但型號不詳。

 加拿大：
- C-119G × 35架。
- 加拿大皇家空軍從美國接收了35架全新C-119G運輸機。之後轉手給摩洛哥6架。

 摩洛哥：
- 摩洛哥皇家空軍從美軍接收12架、從加拿大接收6架，型號不詳。

 巴西：
- C-119G × 13架。
- 巴西空軍接收了原屬於美國空軍的13架C-119G運輸機。

 西班牙：
- C-119F × 10架。
- 西班牙空軍從比利時空軍接收了10架C-119F運輸機，不過最終並未被使用。

 衣索比亞：
- C-119K × 10架。
- 衣索比亞空軍從美國空軍接收了10架C-119K運輸機。

 法國：
- 跟美軍租借9架，部署於法屬印度支那，型號不詳。

 挪威：
- C-119G × 8架。
- 挪威皇家空軍從比利時接收8架C-119G運輸機，於1956年至1969年間服役，駐紮在第335中隊。這些運輸機原本是在比利時空軍服役的。當它們被C-130運輸機逐步淘汰時，已經在挪威服役了超過37,000小時的飛行時數。

 联合国：
- C-119G × 5架。
- 美國捐贈的5架，交由印度空軍操作使用，之後轉交義大利空軍。

 约旦：
- 約旦皇家空軍從美軍接收4架，型號不詳。

## C-119與中華民國空軍
1958年八二三砲戰後期，中華民國空軍成功向美軍顧問團爭取軍援16架的C-119替換因作戰耗損的C-46運輸機，1958年10月4日，美國空軍從日本撥交3架C-119G，由空軍各運輸中隊調派共36位飛官集中在台南空軍基地進行換訓任務；這批軍援的C-119G初期配屬在空軍六聯隊直屬暫編中隊，在1959年完成接機後暫編中隊解散，編入六聯隊第廿空運大隊第2中隊（代號：天鵝計畫）；1966年，空軍再以替換老舊不堪使用的C-46名義向美軍爭取第二批C-119軍援，這批軍援同樣數量為16架，配屬至第十空運大隊第101空運機中隊；至1960年代末期，美軍陸續撥交C-119G替換國軍的C-46運輸機，最終共接收了114架；第十、廿大隊裡的六個中隊（2、6、11、101、102、103中隊）換裝。
C-119型運輸機在空軍運輸機隊中一直扮演重要的角色，除運輸、空降之外，亦曾擔負空照、救護、造雨、滅火、岸巡等不同任務。1973年，美國在菲律賓移交了5架三葉螺旋槳的C-119，後編號為3221-3225，使得中華民國接收的C-119數量達到114架，由於此三葉螺旋槳採用電動變距，妥善率較原先用液壓變距的四葉螺旋槳好很多，故在1976年，空軍將70架服役中的機型更換螺旋槳提升妥善率，該改良型被美軍追認為正規衍生型，編號C-119L。
C-119運輸機的機件老化在1970年代末期已經日趨明顯，1984年6月18日，美國國會通過軍售法案，同意售台12架C-130H軍用運輸機，以取代逐漸老舊的C-119G運輸機。中華民國空軍於1984年開始逐漸汰換C-119G運輸機，並開始裁撤部份運輸機中隊；在1986年9月22日起C-130H力士型運輸機加入服役後，C-119運輸機於1997年12月19日在屏東基地舉行除役典禮，典禮由時任空軍總司令的黃顯榮二級上將主持，表揚頒獎C-119運輸機服役期間飛行、維護有功人員。
C-119運輸機在中華民國空軍服役長達39年，期間創下飛行七十五萬小時、人員二百餘萬人次、運補貨物達數百萬噸的紀錄。除役典禮結束後，由第十空運機大隊長張金田上校領隊駕駛3158號機實施該型機全世界的最後一次飛行。

### 自行改造AC-119 / BC-119
1970年代，中華民國空軍參考越戰美軍經驗，自行改造出10架以上的AC-119砲艇機，於機身左側安裝6挺取自退役F-86的.50機槍。另外，數架C-119被改裝為BC-119，機艙內安裝兩排軌道以投擲20顆500磅炸彈。 
1992年，第六聯隊再度改裝4架AC-119。
1996年臺海危機時，再度將數架C-119改裝為AC-119，側面安裝2挺來自F-104的M61火神式機砲。另有數架退役的C-119被改裝為BC-119。

### 國軍C-119在台失事紀錄
- 1962年7月28日C-119G (3163)第二中隊分隊長黃基分與鄭寧濤、領航官崔來斌、機工長王英俊、空運士曲英傑、空投士趙之斌與蕭豐耀、空投兵李順發等八人，執行外島空投任務，於馬公附近空域遭遇發動機故障，返場途中墜海。遭此危急情況空投兵李順發雖負傷，仍冒險救助空投士蕭豐耀，於怒海中漂流待援達三小時之久，惟蕭員仍因傷重殉職，除李順發獲救外，其餘機組員七人均殉職。

- 1969年4月7日C-119G (3122)第二中隊輔導長王紹傑帶領飛行官陳世誠、范鑫、潘太平及機組員機工長吳道耀、裝載長胡洪森與陸雲龍等七人，執行戰備換裝訓練，於北大武山東側撞山失事，機上七人均殉職。

- 1971年8月10日C-119G (3149)第二中隊分隊長趙之雄、飛行官劉之濤與孫煥隆、通信官辛金、機工長李全才、裝載長李文洪等六人，執行「天馬二號」任務，途中遭遇天氣突變，於恆春東北方失事墜海，機上六人均殉職。

- 1971年9月29日C-119G (3127)第六中隊分隊長工傳真與李維成、領航官李言昌、通信官王克元、機工長韓志敏、裝載長郭文玉等六人，載運傘兵執行「聯步三號」空降演習任務，編隊航行中遇密雲雲層，進雲後於台南西南十浬海域失事墜毀，機組人員及傘兵均殉職。

- 1971年11月20日C-119G (3124)第六中隊飛行官羅西樵與孫長福、機工長歐陽超等三人，執行「天馬二號」任務，遭遇發動機故障返場時失事，機上三人全部殉職。

- 1972年3月14日C-119G (3117)第六中隊派遣兩機搭載70位特戰隊員於新竹基地起飛，飛到林口上空遭遇密雲，與友機無法保持隊形，在新北五股撞上觀音山失事，執行「青河七號演習」的飛行官姜福榮與張克孝、領航官曾發瑞、通信官袁繼超、機工長聶海帆、裝載長張耀輝六位機組員，與卅三位精銳特戰傘兵，機上共卅九人[6]全部殉職。[7]

- 1972年7月18日C-119G (3164)第二中隊分隊長江支來與劉慶恆、機工長鄭旭倫等三人，執行「振武演習」任務時，遭遇機械故障，返航時在高雄大樹失事墜毀，機上三人殉職。

- 1974年5月9日C-119G (3128、3166)第六聯隊夜航訓練返場降落時，兩機在屏東基地南機場跑道頭互撞，兩機均失事墜毀無法修復，第廿大隊第二中隊的3128號墜毀、機上無人傷亡，第十大隊第101中隊的3166號墜毀、機上飛行官吳光曾與羅進安、機工長郭玉琴三人殉職。

- 1977年8月18日C-119L (3221) 本機因賽洛馬颱風受損，修復後由第103中隊長陳清淵與陳潤生、通信官王華強、機工長宋光奎、裝載長陳錦海等五人進行試飛，於高雄大寮高屏溪畔失事墜毀，機上五人全部殉職。

- 1979年8月28日C-119G (3194)空軍官校五十週年校慶「忠勇演習」結束後，屏東基地439聯隊奉命派遣第103中隊分隊長彭添生與張守信、通信官臧儀、機工長彭興仁、裝載長周杰等五人，搭載新竹基地499聯隊十五位F-100A/F戰鬥機機務維修人員返隊，從岡山基地飛往新竹基地，途中遭遇惡劣天氣，不知何故偏離航道，於台中東勢稍來山失事墜毀，機上二十人全部罹難。此事件又稱「八二八空難」。[8]

- 1983年4月18日C-119G (3182)第11中隊分隊長周蓮生與魯世誠、機工長李建興等三人執行訓練飛行任務，於屏東基地南機場起飛後遭遇單發故障，返場時高度過低，在爬升過程中失速墜毀，機上三人全部殉職。

- 1983年6月6日C-119G (3197)第101中隊分隊長李順彰與薛恆浩、領航官陳國霖與劉啟光、通信官陳大維、保防官陳英杰、機工長楊秋福、裝載長王金海等八人，執行台金班機任務(當年金門實施戰地政務，尚無民航班次，民眾往返需求均由軍用運輸機代勞)，於金門尚義機場起飛僅數分鐘後，在料羅灣上空遭遇發動機故障，失事墜海。機上乘客包含機組人員共四十七人，僅九人自救生還[註 1]，卅三人當場死亡、五人失蹤，總計卅八人罹難。此事件又稱「料羅灣空難[9]」或「金門六六空難[10]」。

- 1996年6月1日AC-119L (3181)在屏東基地第103中隊所屬(3181)號機，因電瓶短路導致駕駛艙失火無法使用，遂擅自塗改機號偽裝為甫退役的(3183)號機，借屍還魂狸貓換太子，企圖規避責任。案經立法委員舉發，聯隊長因而遭到停職處分。

### 國軍退役C-119陳列展示機
- 機型(軍機編號／出廠序號)
- C-119G(3120／51-8070)陳列於屏東基地南機場內(序號不確定是否正確)
- C-119G(3126／51-8091)陳列於花蓮基地內(原隸屬十大隊103中隊)
- C-119L(3144／序號不詳)陳列於高苑科技大學(據說因校園擴建，已運回屏東拆解)
- C-119L(3158／51-7971)陳列於中華科技大學新竹校區
- C-119L(3160／51-7985)陳列於彰化縣溪湖鎮軍機公園
- AC-119L(3181／序號不詳)陳列於屏東基地南機場內(狸貓換太子事件當事機)
- C-119L(3183／51-8071)陳列於彰化縣八卦山風景區軍機公園
- C-119L(3184／52-5844)陳列於南投縣集集鎮軍史公園
- C-119L(3190／51-8106)陳列於高雄市岡山區航空教育展示館
- C-119G(3192／51-8120)陳列於金門縣中山紀念林乳山遊客中心前廣場
- C-119G(3199／53-3199)陳列於南韓首爾特別市龍山區梨泰院洞梨泰院路29「韓國戰爭紀念館」旁（1992年2月25日由中華民國政府提供，用來和南韓交換C-46運輸機，做為岡山航空教育展示館的陳列展示機。1992年8月23日與南韓斷交後，青天白日國徽被修改成美國國徽，不過機體其他部位並未改動）
- C-119G(3202／51-8016)陳列於南化水庫軍史公園
- C-119G(3214／52-5869)陳列於台北松山基地內
- C-119G(3220／51-7984)陳列於台北松山基地內

## 規格
基本信息
- 机组：5人
- 容量：** 62名士兵
  - 35擔架
  - 交替引擎：2× Wright R-3350-85星型引擎，2,500 hp（1,900 kW）

性能
相關電影：《鳳凰號》（Flight of the Phoenix，2004年）

## 相關機種
- C-82運輸機
- XC-120試驗機
- AC-119空中砲艇